# José Ignacio Rasco
José Ignacio Rasco (La Habana, 1925 - Miami, 19 de octubre de 2013) fue un abogado, profesor, periodista y político cubano, fundador del Partido Demócrata Cristiano.

## Biografía
Estudió Derecho y Filosofía y Letras en la Universidad de La Habana, y tanto en la universidad como en su formación previa, compartió clases con Fidel Castro. Al terminar su formación universitaria, junto con su hermano, abrió un despacho de abogados en la capital cubana y trabajó como educador en el Colegio jesuita de Belén así como en la Universidad de Villanueva, dirigió el programa de radio La Universidad del Aire y era habitual colaborador de la prensa. En 1960, un año después de que la Revolución Cubana derrocara la dictadura de Fulgencio Batista, marchó al exilio en Estados Unidos, donde trabajó en el Banco Interamericano de Desarrollo (BID) en su sede de Washington D. C. Mantuvo su vinculación con la educación en el mismo Colegio de Belén, pero en Florida, y fue profesor de ciencias políticas en la actual Saint Thomas University. Fundó en Miami el Instituto Jacques Maritain y dirigió la Editorial Cubana Luis Botifoll. En el terreno político, buen amigo de Oswaldo Payá Sardiñas, líder del Movimiento Cristiano Liberación, fundó el Partido Demócrata Cristiano de Cuba, del que fue secretario general en el exilio. Fue miembro del grupo anticastrista, Frente Revolucionario Democrático Cubano, y participó en los primeros años de exilio en apoyar los intentos de derrocar el régimen cubano hasta el fracaso de la invasión de Bahía de Cochinos. Al tiempo de fallecer, ostentaba el título de Presidente de Honor del Partido Demócrata Cristiano.
Fue un habitual articulista en Información y Diario Las Américas (artículos estos últimos recogidos en el libro Huellas de mi cubanía). Su último libro fue "Acuerdos, desacuerdos y recuerdos", de su tiempo en Cuba. Fue galardonado con el Premio Sergio Carbó de periodismo.